# Sao Sao Sao
Sao Sao Sao (en tailandés: สาว สาว สาว), fue una banda o trío de música pop tailandesa que se formó en 1981 hasta 1989. El grupo estaba formado por Sauwaluk Leelaboot, Patcharida Wattana, y luego Yenpoonsuk Orawan, ellos han firmado un contrato con la empresa discográfica de Rod fai don tri. Son considerados como uno de los grupos femeninos más exitosos de Tailandia.

## Discografía

### Álbumes
- Rak Pug Jai (รักปักใจ) (1981)
- Pra Too Jai (ประตูใจ) (1982)
- In Concert (1983)
- Pen Fan Gun Dai Young Ngai (เป็นแฟนกันได้ยังไง) (1983)
- Ha Khon Ruam Fun (หาคนร่วมฝัน) (1984)
- Nai Wai Rien (ในวัยเรียน) (1985)
- แมกไม้และสายธาร (1986)
- Because I Love You (1987)
- Together (1988)
- Dokmai Kong Narm Jai (ดอกไม้ของน้ำใจ) (1989)